# Капеллен (кантон)
Капелле́н (Capellen) — кантон в складі округу Люксембург герцогства Люксембург.

## Адміністративний поділ

### Комуни
Кантон включає в себе 11 комун:
| Комуна    | Площа, км² | Населення, осіб | Рік  | Центр     | Поселення |
| --------- | ---------- | --------------- | ---- | --------- | --------- |
| Башараж   | 19,14      | 7285            | 2006 | Башараж   | 3         |
| Гарніх    | 10,95      | 1542            | 2008 | Гарніх    | 4         |
| Діппах    | 17,42      | 3573            | 2010 | Діппах    | 4         |
| Келен     | 14,35      | 4792            | 2001 | Келен     | 6         |
| Керіх     | 18,88      | 1928            | 2006 | Керіх     | 3         |
| Клеменсі  | 14,53      | 2201            | 2010 | Клеменсі  | 2         |
| Копсталь  | 7,90       | 3162            | 2009 | Копсталь  | 2         |
| Мамер     | 27,54      | 6753            | 2001 | Мамер     | 3         |
| Сетфонтен | 14,96      | 748             | 2006 | Сетфонтен | 3         |
| Хобшейд   | 17,65      | 2920            | 2007 | Хобшейд   | 2         |
| Штейнфорт | 12,16      | 4376            | 2008 | Штейнфорт | 4         |

### Населені пункти
Нижче подано всі населені пункти кантону за комунами:
- Комуна Башараж
  - Башараж
  - Лінгер
  - Ошараж
- Комуна Гарніх
  - Гарніх
  - Далем
  - Калер
  - Хіванж
- Комуна Діппах
  - Беттанж
  - Діппах
  - Спрінканж
  - Шувейлер
- Комуна Келен
  - Донделанж
  - Келен
  - Кеспельт
  - Меспельт
  - Носпельт
  - Ольм
- Комуна Керіх
  - Гебланж
  - Гецанж
  - Керіх
- Комуна Клеменсі
  - Клеменсі
  - Фінгіж
- Комуна Копсталь
  - Брідель
  - Копсталь
- Комуна Мамер
  - Капеллен
  - Мамер
  - Хользем
- Комуна Сетфонтен
  - Грейш
  - Руд
  - Сетфонтен
- Комуна Хобшейд
  - Ейшен
  - Хобшейд
- Комуна Штейнфорт
  - Грасс
  - Клейнбеттінген
  - Хаген
  - Штейнфорт

### Найбільші міста
Населені пункти, які мають населення понад 1 тисячу осіб:
| Населений пункт | Населення, осіб | Рік  | Комуна    |
| --------------- | --------------- | ---- | --------- |
| Мамер           | 4918            | 2001 | Мамер     |
| Башараж         | 5083            | 2009 | Башараж   |
| Брідель         | 2455            | 2009 | Копсталь  |
| Штейнфорт       | 2184            | 2008 | Штейнфорт |
| Клеменсі        | 1846            | 2007 | Клеменсі  |
| Ейшен           | 1700            | 2007 | Хобшейд   |
| Келен           | 1627            | 2001 | Келен     |
| Ошараж          | 1615            | 2006 | Башараж   |
| Ольм            | 1395            | 2006 | Келен     |
| Капеллен        | 1319            | 2008 | Мамер     |
| Хобшейд         | 1220            | 2007 | Хобшейд   |
| Шувейлер        | 1071            | 2001 | Діппах    |
| Керіх           | 1044            | 2001 | Керіх     |

## Демографія
Динаміка чисельності населення